# Excess All Areas
Excess All Areas è il terzo album degli Shy, pubblicato nel 1987 per l'etichetta discografica RCA/BMG Records.

## Tracce
1. Break Down the Walls (Dokken, Kelly, Kernon, Shy) 5:04
2. Emergency (Bolton, Hitchings) 3:35
3. Young Heart (Harris, Hitchings, Mills) 3:55
4. Just Love Me 3:58
5. Can't Fight the Nights (Harris, Jay, Mills) 3:59
6. Under Fire 4:14
7. Devil Woman (Britten, Holmes) 3:32 (Cliff Richard Cover)
8. Talk to Me (Harris, Kelly, McKenna) 3:51
9. When the Love Is Over (Harris, Kelly) 4:22
10. Telephone 4:14

## Formazione
- Tony Mills - voce
- Steve Harris - chitarra
- Roy Stephen Davis - basso
- Alan Kelly - batteria
- Paddy McKenna - tastiere